# Billboardlistans förstaplaceringar 1990
Detta är en lista över 1990 års förstaplaceringar på Billboard Hot 100. 

## Listhistorik
| Datum        | Låt                                          | Artist                         |
| 6 januari    | Another Day in Paradise                      | Phil Collins                   |
| 13 januari   | Another Day in Paradise                      | Phil Collins                   |
| 20 januari   | How Am I Supposed to Live Without You        | Michael Bolton                 |
| 27 januari   | How Am I Supposed to Live Without You        | Michael Bolton                 |
| 3 februari   | How Am I Supposed to Live Without You        | Michael Bolton                 |
| 10 februari  | Opposites Attract                            | Paula Abdul with The Wild Pair |
| 17 februari  | Opposites Attract                            | Paula Abdul with The Wild Pair |
| 27 februari  | Opposites Attract                            | Paula Abdul with The Wild Pair |
| 3 mars       | Escapade                                     | Janet Jackson                  |
| 10 mars      | Escapade                                     | Janet Jackson                  |
| 17 mars      | Escapade                                     | Janet Jackson                  |
| 24 mars      | Black Velvet                                 | Alannah Myles                  |
| 31 mars      | Black Velvet                                 | Alannah Myles                  |
| 7 april      | Love Will Lead You Back                      | Taylor Dayne                   |
| 14 april     | I'll Be Your Everything                      | Tommy Page                     |
| 21 april     | Nothing Compares 2 U                         | Sinéad O'Connor                |
| 28 april     | Nothing Compares 2 U                         | Sinead O'Connor                |
| 5 maj        | Nothing Compares 2 U                         | Sinead O'Connor                |
| 12 maj       | Nothing Compares 2 U                         | Sinead O'Connor                |
| 19 maj       | Vogue                                        | Madonna                        |
| 26 maj       | Vogue                                        | Madonna                        |
| 2 juni       | Vogue                                        | Madonna                        |
| 9 juni       | Hold On                                      | Wilson Phillips                |
| 16 juni      | It Must Have Been Love                       | Roxette                        |
| 23 juni      | It Must Have Been Love                       | Roxette                        |
| 30 juni      | Step by Step                                 | New Kids on the Block          |
| 7 juli       | Step by Step                                 | New Kids on the Block          |
| 14 juli      | Step by Step                                 | New Kids on the Block          |
| 21 juli      | She Ain't Worth It                           | Glenn Medeiros och Bobby Brown |
| 28 juli      | She Ain't Worth It                           | Glenn Medeiros och Bobby Brown |
| 4 augusti    | Vision of Love                               | Mariah Carey                   |
| 11 augusti   | Vision of Love                               | Mariah Carey                   |
| 18 augusti   | Vision of Love                               | Mariah Carey                   |
| 25 augusti   | Vision of Love                               | Mariah Carey                   |
| 21 september | If Wishes Came True                          | Sweet Sensation                |
| 8 september  | Blaze of Glory                               | Jon Bon Jovi                   |
| 15 september | Release Me                                   | Wilson Phillips                |
| 22 september | Release Me                                   | Wilson Phillips                |
| 19 september | (Can't Live Without Your) Love and Affection | Nelson                         |
| 6 oktober    | Close to You                                 | Maxi Priest                    |
| 13 oktober   | Praying For Time                             | George Michael                 |
| 20 oktober   | I Don't Have the Heart                       | James Ingram                   |
| 27 oktober   | Black Cat                                    | Janet Jackson                  |
| 3 november   | Ice Ice Baby                                 | Vanilla Ice                    |
| 10 november  | Love Takes Time                              | Mariah Carey                   |
| 17 november  | Love Takes Time                              | Mariah Carey                   |
| 24 november  | Love Takes Time                              | Mariah Carey                   |
| 1 december   | I'm Your Baby Tonight                        | Whitney Houston                |
| 8 december   | Because I Love You (The Postman Song)        | Stevie B                       |
| 15 december  | Because I Love You (The Postman Song)        | Stevie B                       |
| 22 december  | Because I Love You (The Postman Song)        | Stevie B                       |
| 29 december  | Because I Love You (The Postman Song)        | Stevie B                       |